# This Beat Is Technotronic
This Beat Is Technotronic é o terceiro single do grupo belga Technotronic em 1989.
Apresentando MC Eric nos vocais, o single alcançou seu seu maior sucesso na parada da Billboard Hot Dance Music / Club Play nos Estados Unidos, onde alcançou a terceira posição. Também atingiu o 14º lugar no Reino Unido. É a continuação do segundo single de Technotronic, "Get Up!".
A música foi encoberta pela musicista alemã Daisy Dee no início dos anos 90.

## Recepção da crítica
A Billboard escreveu sobre a canção: "Você sabe a batida, agora pegue o ritmo. Acabe com outro grande sucesso para o grupo belga da hip-house. Ya Kid K descansa para que MC Eric possa deixar um pouco de ciência acompanhado por Chanelle e Karen Bernod (da Tribal House) sobre estas novas misturas".